# Omar Ahaddaf
Omar Ahaddaf, né le  31 juillet 1970 à Tétouan (Maroc), est un acteur néerlandais d'origine marocaine.

## Biographie
Ahadaff suit au Maroc une formation de théâtre à l'université Abdelmalek-Essaadi. En 1999, il émigre illégalement aux Pays-Bas et reçoit en 2001 des cours à l'Académie théâtrale d'Amsterdam. En 2006, il participe au Knock Out Comedy Festival dans lequel il atteint la deuxième place. Dans la même année, il remporte le prix public à l'Amsterdams Kleinkunst Festival, tout en atteignant la demi-finale de la Culture Comedy Award.
Omar Ahaddaf joue régulièrement sur le podium du festival de comédie Marocomedy.
En 2015, Ahaddaf lance sa pièce de théâtre où il lance son propre programme intitulé Grenzeloos.

## Films et séries
- 2011 : De Halve Maan
- 2014 : Na de Regen
- 2018 : Mocro Maffia : Abdelhak

## Prix
- 2012 : Vainqueur du Leids Cabaret Festival[5]

## Documentaire
- 2013 : Omar Ahaddaf - de vechter (Tetouan, Marokko) sur NPO[6]